# Контрареформација
Контрареформација (лат. Contrareformatio), противреформација или католичка реформација (Reformatio Catholica) је назив за период препорода католичке цркве који је настао као одговор на протестантску реформацију. За почетак католичке реформације узима се прво заседање сабора у Тренту (1545—1547). Крај контрареформације поклапа се са завршетком Тридесетогодишњег рата (1618—1648). Покренута да се бави ефектима протестантске реформације, контрареформација је била свеобухватан напор састављен од апологетских и полемичких докумената и црквене конфигурације према одлуци Тридентског сабора. Последњи од њих укључивао је напоре царских савета Светог римског царства, суђења за јерес и инквизицију, напоре против корупције, духовне покрете и оснивање нових верских редова. Такве политике су имале дуготрајне ефекте у европској историји са изгнанством протестаната све до Патента о толеранцији из 1781. године, иако су се мања протеривања дешавала у 19. веку.
Такве реформе су укључивале оснивање богословија за правилно оспособљавање свештеника у духовном животу и богословској традицији цркве, реформу верског живота враћањем редова на њихове духовне основе и нове духовне покрете који се фокусирају на живот предања и лични однос са Христом, укључујући шпанске мистике и француску школу духовности. То је такође укључивало политичке активности које су укључивале шпанску инквизицију и португалску инквизицију у Гои и Бомбај-Басеину итд. Примарни нагласак контрареформације била је мисија да се досегну делови света који су били колонизовани као претежно католички и да се покуша да се преобрате нације као што су Шведска и Енглеска које су некада биле католичке из времена христијанизације Европе, али су изгубљене у реформацији. Различити теолози контрареформације су се фокусирали само на одбрану доктринарних позиција као што су сакраменти и побожне праксе које су напали протестантски реформатори, све до Другог ватиканског сабора 1962–1965.

## Историја
Захтеви за реформама унутар католичке цркве јављају се и пре Мартина Лутера. Католичка реформација започиње истовремено кад и протестантизам. Многи су узроци за њу: необразованост свештеника, велики број бискупа који обављају политичке дужности или послушно следе захтеве владара, многи верници прихватају Еразмов хуманизам, стварају се братства у Италији која укључују и многе свештенике и чине претходницу црквеној реформи. Низ ренесансних папа окончава се са Хадријаном VI (1522—1523) који подржава Еразмове поставке. Папа Климент VII (1523—1534) показује политичке склоности које изазивају пљачку Рима 1527. године. Пљачка је прави шок за католике широм Европе, а једна од њених последица је и одвајање енглеске цркве. Папа Павле III (1534—1549) увиђа потребу за реформама те ствара комисију са циљем да се саставе предлози. Комисија указује на многе слабости у предлогу који је познат као „Савет за реформу цркве“. Осуђује се корупција, лењост свештенства, среброљубље и сл. Састављачи предлога залажу се за дискусију са протестантима. Сабор у Регенсбургу из 1534. године неуспели је покушај залечења шизме. Стварају се нови црквени редови: Капуцински ред (1529, у складу са учењем Фрање Асишког), Театински ред (1524), Картузијански ред... Најутицајнији ред је ред Игнација Лојоле, језуити или Друштво Исусово. Шпански племић Игнације Лојола (1491—1556) је војник и визионар. Након рањавања у бици код Новаре (1521) почиње са читањем верских књига. Своје следбенике подвргава строгој дисциплини како би издржали све што захтева Исусово учење. Папа Павле прихвата ред 1540. године. Задатак реда је да васпитава омладину и супротставља се протестантима. Језуити су саветници владарима. Заузимају конзервативне ставове.
Папа Павле први је од папа који се одлучио на сазивање сабора (под надзором цара Карла). Сабор у Тренту састајао се три пута (1545—1552}}. и 1561-1562). Прво заседање одлучило је да верзија вулгате остаје аутентичан текст Светог писма. Одбацило се протестантско учење о људском греху и потврдила се ваљаност сакрамената. Друго заседање потврдило је Христово присуство у причешћу. Треће заседање одлаже се на десет година јер се папа Павле IV устручавао да га сазове. Папа Пије IV га сазива у време када је протестантизам у успону широм Европе. Карло је мртав, а Француску раздиру верски ратови. Потврђује се обожавање икона (светаца), а ствара се комисија за примену одредби сабора у Тренту. Католичка црква одбацила је сваки компромис. Папство излази из кризе ојачано, а сабор у Тренту потврдио је коначан расцеп између католика и протестаната. Отварају се два пута: крсташки рат против протестаната или мирење са постојећим стањем. Папство се одлучује за први.
Немачко царство постаје центар протестантизма који је посебно учвршћен на северу. У овом раздобљу долази до коначног расцепа лутеранизма и калвинизма. Протестантизам слаби. После смрти Лутера и Калвина, не рађају се велики мислиоци нити се привлаче нови следбеници. Језуити средином 16. века отварају нове школе широм Царства. Контролишу универзитете у Келну, Бечу и Минхену. Протестанти се протерују из Штајерске. Језуити постижу успехе у Пољској. Пољска постаје једна од највернијих католичких држава. Противреформација руши везе између Пољака и Руса. Противреформација постиже слабије успехе у Чешкој и Моравској. Немачки протестантски кнежеви стварају 1609. године Протестантски савез у циљу самоодбране, на челу са изборником Палатината. Као одговор на то, католичке државе стварају Католичку лигу. Сукоб избија око Чешке 1618. године.
Вестфалским мировним споразумом из 1648. године окончан је Тридесетогодишњи рат. Тада је завршена и контрареформација. Потврђена су начела Аугзбуршког мира; признати су калвинисти и остали протестанти, као и њихове тековине од 1555. године.